# السفارة البابوية في الكويت
السفارة البابوية لدولة الكويت هي مكتب كنيسي تابع للكنيسة الكاثوليكية في الكويت. وهي منصب دبلوماسي تابع للكرسي البابوي، ويُطلق على ممثلها اسم السفير البابوي برتبة سفير. وعادةً ما يكون السفير البابوي في الكويت هو السفير البابوي لكل من: البحرين ودولة قطر واليمن، والمندوب البابوي في شبه الجزيرة العربية عند تعيينه في هذه الدول.

## قائمة السفراء البابويين
السفراء البابويون
- ألفريدو برونييرا (7 يوليو 1969[1] – 4 مارس 1975)
- جان إدوارد لوسيان روب (4 مارس 1975[2] - 13 يوليو 1978)
- أنطونيو ديل جوديس (22 ديسمبر 1978 - 20 أغسطس 1982)[3]
- لويجي كونتي (19 نوفمبر 1983 - 17 يناير 1987)
- ماريان أوليش (28 نوفمبر 1987 - 1991)

السفراء الرسوليون
- بابلو بوينتي بوسيس (25 مايو 1993[4] - 31 يوليو 1997)
- أنطونيو ماريا فيجليو (2 أكتوبر 1997 - 13 ديسمبر 1999)
- جوزيبي دي أندريا (28 يونيو 2001[5] - 27 أغسطس 2005)[6]
- بول منجد الهاشم (27 أغسطس 2005[6] - 2 ديسمبر 2009)[7]
- بيتار راجيتش (2 ديسمبر 2009[7] - 15 يونيو 2015)[8]
- فرانسيسكو مونتيسيلو باديلا (5 أبريل 2016[9] – 17 أبريل 2020)[10]
- يوجين نوجنت (7 يناير 2021 [11] - حتى الآن)